# Инаугурация Калвина Кулиджа (1925)
Вторая инаугурация Калвина Кулиджа в качестве Президента США состоялась 4 марта 1925 года. Одновременно к присяге был приведён Чарлз Дауэс как 30-й вице-президент США. Президентскую присягу проводил Председатель Верховного суда США и бывший Президент США Уильям Тафт, а присягу вице-президента принимал временный президент Сената США Альберт Камминс.
Это была первая инаугурация, на которой бывший президент США принёс присягу, и первая инаугурация, которая транслировалась по радио на национальном уровне. В то время вице-президенты приводились к присяге в Сенатской палате и выступали с инаугурационной речью перед тем, как все направлялись на внешнюю платформу, где президент принимал присягу. Чарлз Дауэс выступил с пылкой получасовой речью, осуждая правила Сената, систему старшинства и многие другие обычаи Сената.